# Consistórios de Gregório IV
Esta entrada reúne a lista completa dos concistórios para a criação de novos cardeais presidida pelo Papa Gregório IV, com a indicação de todos os cardeais criados sobre os quais há informação documental (4 novos cardeais em 4 concistórios). Os nomes são colocados em ordem de criação.

## 827
1. Luciano, criado cardeal diácono de Sant'Eusebio (falecido antes de 853)

## 829
1. Ottavio Elario, criado cardeal diácono de Santa Prassede (desconhecido)

## 842
1. Adriano, criado cardeal diácono de San Marco; 13 de novembro de 867, ele foi nomeado papa com o nome de Adriano II. (falecido em 14 de dezembro de 872)

## 844
1. Lucino, criado cardeal diácono (título desconhecido) † (desconhecido)